# Заколдованный участок (роман)
«Заколдованный участок» — продолжение деревенской саги «Участок», написанной Алексеем Слаповским по мотивам одноименного сериала.

## Сюжет
В этом романе на смену участковому Павлу Кравцову приходит врач Александр Нестеров. Его вызывают для поднятия духа анисовцев, которые обленились, выпивают и печально смотрят в будущее. И все жители Анисовки начинают меняться на глазах.

## Содержание
- Глава 1. Стольбун
- Глава 2. Дача взятки как искусство
- Глава 3. Наведение тумана
- Глава 4. Клад Стеньки Разина
- Глава 5. Гонка на выживаемость
- Глава 6. Сватовство майора
- Глава 7. Кодировка
- Глава 8. Возвращение блудного мужа
- Глава 9. Факт из жизни не доказан
- Глава 10. Последний сеанс

## Экранизации
- 2005 — Заколдованный участок — художественный телесериал 2006 года. Продолжение телесериала «Участок», вышедшего на экраны в 2003 году.
- 2005 — Заколдованный участок (фильм о фильме).

## Аудиокниги
- 2011 — Алексей Слаповский. Заколдованный Участок, серия «Нигде не купишь». Читает Ирина Ерисанова.